# 10327 Batens
10327 Batens eller 1990 WQ6 är en asteroid i huvudbältet som upptäcktes den 21 november 1990 av den belgiske astronomen Eric W. Elst vid La Silla-observatoriet. Den är uppkallad efter Diderik Batens.